# Kacper Kujawiak
Kacper Kujawiak (* 2. Mai 1994 in Głowno) ist ein polnischer  Volleyball- und ehemaliger Beachvolleyballspieler.

## Karriere

### Karriere Beach
Kujawiak spielte 2012 bei den Mysłowice Open mit Alex Andryszewski sein erstes Turnier der FIVB World Tour. Anschließend gewann er mit Michał Bryl in Larnaka in einem rein polnischen Finale gegen Kaczmarek/Kaczmarek die U19-Weltmeisterschaft. Bryl/Kujawiak spielten die die U21-WM in Halifax, schieden dabei aber früh aus. 2013 wurden sie Neunte der U21-WM in Umag. Bei der U20-EM in Vilnius kam es wieder zum Finale gegen die Kaczmarek-Brüder, das die Brüder gewannen. Bei der U23-WM 2014 in Mysłowice trat Kujawiak mit Dawid Popek an und erreichte den 17. Platz. Danach wurden Bryl/Kujawiak in Larnaka mit einem Finalsieg gegen die Russen Leschukow/Margijew Weltmeister der U21. Beim Grand Slam in Stare Jabłonki belegten sie den 25. Platz, bevor sie bei der U22-EM in Fethiye Neunte wurden.
In die World Tour 2015 starteten Bryl/Kujawiak mit einem fünften Platz bei den Fuzhou Open. Bei der Europameisterschaft 2015 in Klagenfurt schieden sie als Gruppenletzte nach der Vorrunde aus. Danach kamen sie beim CEV-Masters in Biel/Bienne auf den 13. Platz. In Macedo de Cavaleiros gewannen sie die U22-Europameisterschaft im Endspiel gegen die Franzosen Di Giantommaso/Thiercy. Auf der World Tour 2015/16 gelangen ihnen drei fünfte Plätze bei den Open-Turnieren in Doha, Xiamen und Antalya sowie ein dritter Rang beim CEV-Satellite-Turnier in Baden. Mit Michał Kądzioła wurde Kujawiak Vierter beim Klagenfurt Major, bevor er sein letztes internationales Turnier mit Bryl, den Grand Slam in Long Beach, auf dem fünften Rang abschloss. In der gleichen Saison standen die beiden wie auch schon im Jahr zuvor im Endspiel der polnischen Meisterschaft.
2017 bildete der in der Woiwodschaft Łódź geborene Sportler  ein neues Duo mit dem zweimaligen Olympiateilnehmer Mariusz Prudel. Ihre besten gemeinsamen Ergebnisse erzielten sie mit dem neunten Platz beim Vier-Sterne-Turnier der World Tour in Rio de Janeiro und dem fünften Rang bei der gleichwertigen Veranstaltung im heimischen Olsztyn sowie mit der Finalteilnahme bei der Meisterschaft ihres Heimatlandes. 2018 waren Maciej Rudol, mit dem er den Drei-Sterne-Wettbewerb in Luzern auf dem geteilten neunten Rang beendete und mit dem er als Dritter zum vierten Mal in Folge bei den heimischen Titelkämpfen auf dem Podest stand, sowie Mateusz Paszkowski, mit dem er bei drei Ein-Stern-Events direkt nacheinander die Runde der letzten Acht erreichte, die Partner von Kacper Kujawiak. Seine Beachkarriere beendete er mit Bartlomiej Malec im Mai 2019 in Zbaszyn auf dem geteilten fünften Platz.

### Karriere Halle
Im Gegensatz zu den meisten anderen Spielern begann der Außenangreifer seine Hallenkarriere nicht vor oder während seiner Aktivitäten im Sand, sondern erst danach. Seit der Spielzeit 2023/24 schmettert und blockt er für das Volley Team Żychlin.  Der Aufsteiger aus der dritten polnische Liga beendete die erste Zweitligasaison mit elf Siegen und ebenso vielen Niederlagen auf dem siebten Tabellenplatz. Im Januar 2025 steht die Mannschaft nach zehn gewonnenen und nur sechs verlorenen Spielen bei noch sechs ausstehenden Begegnungen auf Rang drei der Gruppe eins des vierteiligen polnischen Unterhauses. Die ersten vier Plätze der Staffel am Ende der Runde berechtigen zur Teilnahme an den Play-offs.